# 박고운
박고운(朴高韻, 1983년 11월 4일 ~ )은 대한민국의 여자 성우다.  2012년 대원방송 성우극회 공채 3기로 입사했다. 배우자는 투니버스 6기 성우 최지훈이다.

## 출연작품

### 애니메이션
- 달의 요정 세일러문 R - 루키 / 한나 / 세미 / 생명이 열리는 나무 / 에스메로드 / 세일러 플루토
- 디지몬 크로스워즈 - 가무드라몬 / 아레스타드라몬
- 바쿠만 - 미요시 카야
- 벨제바브 - 미사키 / 코타 / 료코 / 아즈사 / 요르다
- 소년탐정 김전일 Original
- 스위트 프리큐어♪ - 히가시야마 세이카 (성가연) / 미나미노 소타(주태성)
- 왕괴짜 돈만이 - 응뚱이
- 울트라 키즈짱 - 완두 / 시몬 / 마하엄마 / 예삐엄마
- 유쾌한 개굴루씨 - 꽥꽥
- 유희왕 ZEXAL - 지윤 / 이채화 / 나여사
- 유희왕 ARC-V - 리나 / 디스커버 히포
- 페어리 테일 - 아체토
- 츠리타마 - 미사키
- 트랜스포머 레스큐봇 - 대니 번즈
- 마음의 소리 (애니맥스) - 애봉이, 애봉이 엄마 외 각종 단역
- 미나미家 세자매 4기 (애니박스) - 미유키 / 요시노
- 코토우라양 (애니박스)
- 팩맨과 유령의 모험 (애니박스) - 실리
- 기동전사 건담 AGE (챔프TV) - 유린 루셸 / 나토라 에이나스
- 스핀 배틀 몬수노 - 비키
- 수빈 스토리 (MBC)
- 달의 요정 세일러문 S - 한나 / 유진(유지얼) / 이사벨 (메이오 세츠나) / 세일러 플루토
- 놓지마 정신줄 (KBS)
- 달의 요정 세일러문 ST - 이사벨 (메이오 세츠나) / 세일러 플루토
- 괴도 조커 (카툰네트워크) - 호두, 하치 엄마, 유이
- 12영웅전사 - 루하(토끼)
- 해피해피 다마고치! - 이모치 / 안젠오바치 / 마담키키 / 미미치 / 버거치 / 스타일리치 / 바구바구치
- 해피하모니 다마고치! - 멜로디치
- 치치핑핑 (MBC) - 치치
- 포켓몬스터 썬&문 (투니버스)

### 애니메이션 영화
- 짱구는 못말려 극장판: 태풍을 부르는 나와 우주의 프린세스 - 토우미
- 짱구는 못말려 극장판: 엄청 맛있어! B급 음식 서바이벌! - 맹구 / 연지
- 페어리 테일 극장판 - 봉황의 무녀 - 코디네이터
- 베르세르크 극장판 (애니박스) - 아도니스 / 안나
- 산타의 매직 크리스탈 - 자가
- 카이: 거울 호수의 전설 - 샤므이
- 스머프: 비밀의 숲
- 인크레더블 2 - 보이드

### 외화
- 블랙 팬서 - 농구하는 아이(알렉스 휴스)
- 완다비전 - 달시(캣 데닝스) / 베벌리(졸린 퍼디) / 애거사의 엄마(케이트 포브스) / 완다의 엄마(일라나 코한치)
- 토르: 라그나로크 - 스커지의 애인(조지아 블리자드)
- 토르: 러브 앤 썬더 - 달시 루이스(캣 데닝스)

### 특촬물
- 가면라이더 오즈 - 이즈미 히나/강나래 (타카다 리호)
- 파워레인저 고버스터즈 (챔프) - 미사 / 주리 / 셸리 / 티아라로이드 / 레이 (괴도 핑크버스터)
- 가면라이더 포제 (챔프) - 노자마 토모코/노유정 (시호)
- 파워레인저 다이노포스 (챔프) - 후쿠이 유코/배정연 (2대 싸이언 다이노)
- 퓨어엔젤 미라클 매직 (투니버스) - 웨딩플래너

### 게임
- 메이플스토리 - 네로
- 원신 - 피슬,리사,캐서린